# Robert Baldwin

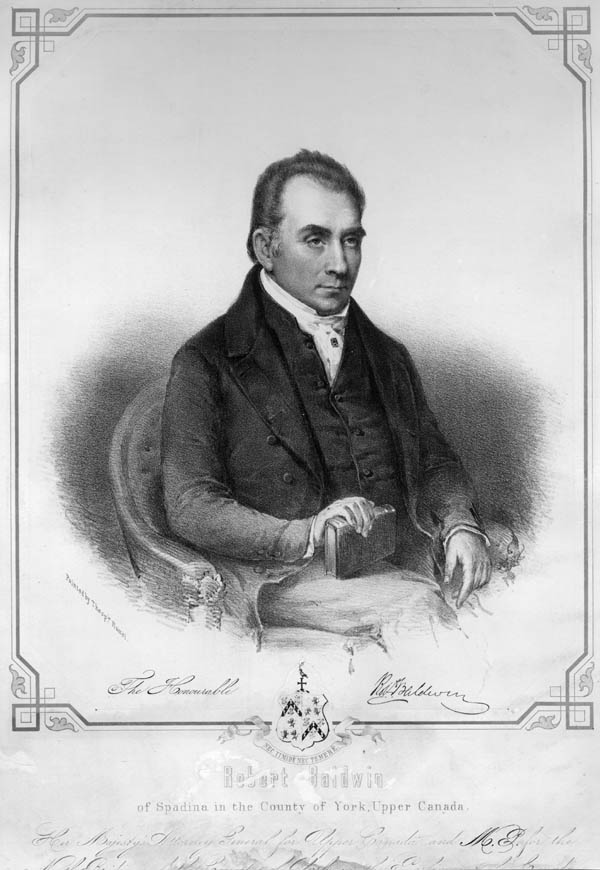
Baldwin 1851

Robert Baldwin (* 12. Mai 1804 in York (Toronto); † 9. Dezember 1858 bei Toronto) war ein kanadischer Anwalt und Politiker.
Er gilt als einer der Wegbereiter der kanadischen Unabhängigkeit und der Überwindung des innerkanadischen Gegensatzes zwischen den katholischen Frankokanadiern und den Englisch sprechenden Anglikanern des Landes. Er führte die Regierungen der Provinzen Oberkanada bzw. Kanada von 1842 bis 1843 und von 1848 bis 1851 zusammen mit Louis-Hippolyte La Fontaine (Great Ministry).
1830 war Baldwin Mitglied des Parlaments der britischen Kolonie Oberkanada, das jedoch noch im selben Jahr aufgelöst wurde. 1836 wurde er in den Executive Council berufen, zog sich aber bereits nach einem Monat wieder zurück. Er drängte auf Berücksichtigung der Interessen der Kolonie in Form einer eigenen parlamentarischen Vertretung (responsible government). 1840 wurde er als Solicitor General erneut Mitglied des Executive Council und auch im Parlament der 1841 vereinigten Provinzen Ober- und Unterkanada war er ab Februar vertreten, zog sich jedoch auch hier mangels Rückhalt zurück. Noch 1842 wurde er Deputy Premier, arbeitete dabei eng mit Sir Louis-Hippolyte La Fontaine doch auch hier zog er sich am 26. November 1843 zurück. Bei den folgenden Wahlen unterlag die von ihm geführte Reformpartei, doch 1848 gewann sie. Während dieser zweiten Amtszeit (1848–1851) konnte Baldwin durchsetzen, dass die Universität von Toronto von religiösen Einflüssen weitgehend befreit wurde, hinzu kamen Reformen der Verwaltung auf regionaler Ebene (municipalities).
1851 trat Baldwin infolge eines Streits um die Rolle der von ihm eingerichteten Gerichtshöfe zurück. Tiefere Ursache war die parteiinterne Auseinandersetzung mit den als Radikale bezeichneten innerparteilichen Gegnern, den Clear Grits. Seine Wiederwahl scheiterte an der Frage der Clergy reserve, von Landgebieten also, deren Erträge dem Unterhalt des katholischen und anglikanischen Klerus dienten. Die ab 1853 entstehende Liberal-konservative Partei versuchte ihn 1854 als Kandidaten zu gewinnen, doch lehnte er ab. Er starb am 8. Dezember 1858 in Spadina House, das heute ein Museum ist.

## Historischer Kontext
Seit der Unabhängigkeit der Vereinigten Staaten bemühte sich Großbritannien, die verbliebenen Kolonien, aus denen Kanada hervorgehen sollte, neu zu organisieren. Im Quebec Act von 1774 hatte London der französischen Mehrheit den Schutz ihrer Muttersprache und ihrer Konfession zugesichert. Diese Mehrheit wurde jedoch dadurch gebrochen, dass mehr als 10.000 Flüchtlinge nach dem Ende des Amerikanischen Unabhängigkeitskrieges in den verbleibenden Teilen des Kolonialreichs angesiedelt wurden. Dies geschah vor allem im Umkreis des späteren Toronto, das zu dieser Zeit noch York hieß. Der englische Bevölkerungsanteil wuchs damit so stark, dass man im Verfassungsgesetz von 1791 die Provinz teilte. So entstand das mehrheitlich englischsprachige Oberkanada und Niederkanada, wo eine Mehrheit Französisch sprach.
Im Britisch-Amerikanischen Krieg (1812–1814 bzw. 1815) fielen US-Truppen in Oberkanada ein, doch wurden sie von 350 britischen Soldaten, Milizen und Kriegern der First Nations, besonders der Ojibwa, zurückgeschlagen. Dennoch besetzten und plünderten die Amerikaner die Hauptstadt York und brannten das Parlamentsgebäude nieder. Im Gegenzug brannten britische Truppen in Washington 1814 das Weiße Haus nieder.
Eine Gruppe aristokratischer Familien, der so genannte Family Compact, beherrschte auch nach dem Krieg Wirtschaft und Politik. Gegen sie wehrten sich republikanische Gruppen. 1837 brachen zwei Aufstände aus, die beide die Einführung der Selbstverwaltung zum Ziel hatten, die von Louis-Joseph Papineau angeführte Niederkanada-Rebellion und die von William Lyon Mackenzie angeführte Oberkanada-Rebellion. Lord Durham sollte die Ursachen der Unruhen ermitteln. Er schlug eine weit gehende Selbstverwaltung vor, dazu die Vereinigung von Ober- und Niederkanada, um die französisch-katholische Minderheit schrittweise zu assimilieren. So wurden die beiden Kolonien zur Provinz Kanada vereinigt. Selbstverwaltungsrechte erhielt die Kolonie 1848. Zu dieser Zeit hatte Canada West bereits über 450.000 Einwohner. 1846 bestimmte Kolonialsekretär Lord Albert Grey, dass der Vizegouverneur nicht gegen die Mehrheit der Bevölkerung regieren sollte. 1848 beauftragte er Baldwin und La Fontaine zur Bildung einer Regierung.
1854 einigte sich London mit den USA auf die Abschaffung zahlreicher Schutzzölle. Der Handel, der durch den Bau mehrerer Kanäle und durch die Grand Trunk Railway nach Montreal und weiter nach Halifax am Atlantik stark gefördert wurde, brachte neue Interessengruppen hervor und wurde zu einem der wichtigsten Integrationsfaktoren für das im Entstehen begriffene Kanada. Er förderte die Umwandlung des agrarisch-feudalen Landes in ein kapitalistisches, eine Entwicklung, der der Osten hinterherhinkte. Folgerichtig entschied sich 1858 der Westen für die Liberalen, der Osten für die Konservativen.

## Herkunft und Jugend
Robert Baldwin war der älteste Sohn von William Warren Baldwin und Margaret Phoebe Willcocks, die 1798 von Irland nach Kanada gingen. Stark familienorientiert aufgewachsen nannte er später seine Mutter „the master mind of our family“. Sie sorgte für seine früheste Bildung. 1818 erwarb die Familie ein Haus in Toronto, das Spadina House. Sein Name geht auf die indianische Bezeichnung espadinong zurück, was Hügel bedeutet. 1820 starb sein junger Bruder Henry, und auch Robert war kränklich und neigte zur Melancholie.
Er freundete sich mit James Hunter Samson an, der von York, dem späteren Toronto, Anfang 1819 nach Kingston gezogen war. Die beiden korrespondierten über Liebe und Freundschaft, Baldwin hielt die Liebe von Mann und Frau für edler als die Freundschaft zwischen Männern. Baldwin schrieb Gedichte, die er mit seinem Freund austauschte, aber auch kritisierte. Im Juni 1819 gab er den Plan, ein Epos zu schreiben auf, und schrieb stattdessen eine „Ode to Tecumse“, die Samson sehr gefiel. Darin klang ein zweites zentrales Thema an, die Ehre oder allgemeiner Tugend. Seine Familie ahnte nichts von den Selbstzweifeln, die ihn bewegten.

## Große Liebe, Anwalt
1825 verliebte er sich in seine 15-jährige Cousine Augusta Elizabeth Sullivan. Für ihn war die Zulassung als Anwalt, die im April 1825 erfolgte, im Vergleich dazu belanglos. Als die Familie dahinterkam, schickte sie Eliza, die er als „the sweetest source of my future happiness and the kindest soother of my future disappointments“ (die süßeste Quelle meines zukünftigen Glücks und die freundlichste Besänftigerin meiner Enttäuschungen) beschrieb, nach New York.
Am 20. Juni trat Baldwin seine Stelle an, drei Tage später stellte ihn sein Vater, der selbst Schatzmeister der Law Society of Upper Canada war, bei Gericht vor. Die Abhängigkeit seines Glücks mit Eliza vom Erfolg in seiner Stellung ängstigte ihn, wie er Eliza schrieb. Er bereiste die westlichen und zentralen Distrikte der Provinz und war erfolgreicher, als er erwartet hatte.
Im Spätsommer 1825 begann eine Zusammenarbeit mit dem Juristen und Mediziner John Rolph. Bald standen Baldwin und Rolph in einem Verfahren gegen James Buchanan Macaulay. Rolph ließ Baldwin überraschend reden, und er war zu seinem eigenen Erstaunen überaus erfolgreich. Dennoch fürchtete er weiterhin das Mittelmaß, denn er glaubte Eliza dann nicht glücklich machen zu können, wie er ihr eingestand. Zugleich spürte er, dass das bloße Recht bekommen ihn reizte.
Am 31. Mai 1827 heirateten Robert und Eliza, die sehr unter der ersten Schwangerschaft litt. Sie lasen gemeinsam in der Bibel und Robert hoffte, auch nach dem Tod nicht von seiner Frau getrennt zu sein. Sie sollten zwei Söhne und zwei Töchter haben. Mit seinem Vater und seinem Schwager Robert Baldwin Sullivan führte er Prozesse, ab 1831 häufig zusammen mit John Rolph.

## Eintritt in die Politik
1828 kam es erstmals in der kanadischen Geschichte zu einer Kampagne gegen das sogenannte Responsible Government, womit eine Regierungsweise gemeint war, die sich nicht nur an den Interessen der Kolonialmacht Großbritannien orientierte, sondern sich vor allem gegenüber der Kolonie in der Verantwortung sah. Die Verwaltung von Sir Peregrine Maitland wurde dabei kritisiert, unter anderen von William Warren Baldwin und John Rolph, aber auch von Marshall Spring Bidwell. Am 17. Juni 1828 legte John Walpole Willis seine Meinung dar, dass der Court of King’s Bench rechtswidrig zustande gekommen sei. Der Gouverneur entließ ihn daraufhin und löste den Executive Council am 26. Juni auf.
Robert Baldwin hielt den Vorgang für eine wichtige und alarmierende Krise und er stellte sich im County York zur Wahl. Die Wahl gewannen jedoch Jesse Ketchum und William Lyon Mackenzie, Baldwin war der letzte von 40 Kandidaten. Trotz der Wahlen wurde am 15. August eine Petition eingereicht, die ein responsible government forderte, wobei Robert Baldwin eine zentrale Rolle spielte. Maitland sah sich gezwungen, seine Verwaltung gegenüber London zu verteidigen, wobei er behauptete, die Baldwins seien die einzigen Gentlemen, die sich mit der Opposition gemein machten.
Am 13. November 1828 wurde Baldwin vom Komitee dazu veranlasst, sich an den Generalgouverneur Sir John Colborne zu wenden. In Versammlungen protestierte er gegen Willis’ Abberufung. In einer Nachwahl im Dezember 1829, nachdem John Beverley Robinson seinen Sitz für York aufgab, um oberster Richter zu werden, besiegte Baldwin seinen Gegner James Edward Small. Wegen eines Verfahrensfehlers wurde die Wahl jedoch wiederholt, aber Baldwin gewann auch gegen den neuen Herausforderer. Am 30. Januar 1830 nahm er seinen Sitz in der Versammlung ein.
Als Anteilseigner der Bank of Upper Canada griff Baldwin in ihre Verwaltung ein. So verband er sich mit anderen Eignern, um einen unabhängigen Direktor im Vorstand durchzusetzen. Baldwin wurde selbst aufgestellt, unterlag aber gegen Samuel Peters Jarvis.
Mit dem Tod König Georgs IV. im Juni 1830 wurde das Parlament aufgelöst. Bei der folgenden Wahl unterlag Baldwin gegen W. B. Jarvis. Damit verschwand er von der politischen Bühne, die er nie liebte.

## Elizas Tod, Berater des Generalgouverneurs, Europareise
In dieser Zeit fürchtete Baldwin vor allem um die Gesundheit seiner Frau. Am 17. April 1834 kam Robert Baldwin Junior per Kaiserschnitt zur Welt. Die Gesundheit der Mutter war danach jedoch schwer angeschlagen, und sie reiste 1835 zur Erholung mit ihrem Schwiegervater nach New York. Dort starb sie am 11. Januar 1836. Zudem brannte 1835 Spadina, das gemeinsame Wohnhaus nieder, und die Familie erbaute im nächsten Jahr ein neues Haus an der heutigen Front Street in Toronto.
Der neue Generalgouverneur Sir Francis Bond Head erreichte Toronto am 23. Januar 1836. Head entschied sich für Robert Baldwin, dessen Rückhalt er hoch einschätzte und den er für gemäßigt hielt. Baldwin hingegen lag im Streit mit den drei Ratgebern Heads. Nach Beratungen mit seinem Vater und John Rolph lehnte Robert Baldwin den Sitz ab. Auch ein weitgehendes Entgegenkommen änderte seine Haltung nicht. Nur versuchsweise ließ sich Baldwin schließlich darauf ein. Rolph und Dunn erhielten ebenfalls Sitze und sie wurden am 20. Februar vereidigt.
Die neuen Berater forderten in einem Memorandum ein responsible government, das in ihren Augen mit der britischen Verfassung übereinstimme. Head verneinte dies am 5. März, am 12. März traten sie dementsprechend zurück. Die Versammlung unter Leitung von Peter Perry verurteilte Heads Entgegenkommen, verneinte die Verfassungskonformität, und der Streit eskalierte.
Offenbar gelang es Baldwin, wichtige Männer wie Robinson, Markland und Wells auf seine Seite zu ziehen. Dabei war der Sprecher des Hauses Bidwell neben Rolph eine der einflussreichsten Figuren, während Mackenzie, Bidwell und Peter Perry ihre Wahlen verloren. Baldwin ging am 30. April 1836 nach England, beschwerte sich beim Colonial Office. Er schrieb an den Kolonialsekretär Lord Glenelg und beschwerte sich über das autokratische Regiment in Oberkanada. Danach ging er nach Irland, wo er seinen Ahnen nachforschte. Er kehrte erst am 10. Februar 1837 zurück. Unterdessen führte Rolph die Reformer, während sich eine radikale Gruppe unter Führung Mackenzies entschied, mit Gewalt vorzugehen. Rolph informierte die Kolonialregierung nicht; ob er nach dem Aufstand eine führende Rolle übernehmen sollte, ist unklar. Er floh in die USA, wo er fünf Jahre im Exil blieb, um erst im August 1843 zurückzukehren.
Baldwin verteidigte nach der Doppel-Rebellion von 1837 mehrere Teilnehmer, wie etwa Thomas David Morrison. Im März 1838 kam Heads Nachfolger Sir George Arthur ins Amt, wenig später wurde der Earl of Durham [Lambton] governor-in-chief. Er befürwortete die Einführung des responsible government. Francis Hincks, ein Nachbar, guter Freund und Bankier Baldwins wurde zum Hauptstrategen der Reformergruppe von Oberkanada. Er wollte Baldwin und die Reformgruppe in Unterkanada gewinnen.

## Lord Sydenham, Solicitor general
Erreicht hat dieses Bündnis Gouverneur Charles Edward Poulett Thomson, der spätere Lord Sydenham. Kolonialsekretär Lord John Russell schrieb am 10. Oktober 1839 an Thomson, ein neues Verhältnis zwischen Versammlung und Generalgouverneur sei nötig. William Warren Baldwin war sogar davon überzeugt, dem Ziel nahe zu sein. Russell zielte jedoch auf eine Umstrukturierung des Executive Council und auf ein ausgewogenes Verhältnis zum Generalgouverneur. Thomson machte Robert Baldwin im Februar 1840 zum solicitor general (Generalanwalt), jedoch ohne Sitz in der Versammlung.
Als die Vereinigung im Februar 1841 proklamiert wurde, zog sich Baldwin zurück. Sydenham, der die Wahl im März gewann, nannte ihn in einem Brief „such an ass!“ Die französische Partei gewann in Unterkanada die Hälfte der Sitze, doch Bestechlichkeit und Einschüchterung sorgten für die Wahl der Regierungsvertreter. Nur sechs Unabhängige oder Ultra-Reformer, einschließlich Baldwin, saßen nun in der Versammlung. Baldwin zog für Hastings ein. Er ließ sich vereidigen, lehnte aber jeden Einfluss fremder Mächte, vor allem von Papst und Kirche ab.
Baldwin forderte vier Kabinettsposten für Franko-Kanadier, doch manövrierte Sydenham ihn aus, indem er absichtlich eine Rücktrittsdrohung als -gesuch umdeutete. Dieses Gesuch akzeptierte er am 13. Juni.
Einen Tag später, am 14. Juni 1841, trat das erste Parlament der beiden Kanadas zusammen. Francis Hincks konnte sich mit Sydenhams Regiment anfreunden. Sein Examiner unterstützte ihn bereits im Juli, im August votierte er in wichtigen Angelegenheiten mit ihm. Er wollte sich nicht mit den „unprogressiven“ Franko-Kanadiern verbinden, sondern ein expansionistisches Wirtschaftsprogramm verfolgen. Baldwin und die Franko-Kanadier blockierten eine „bank of issue“, die für die Bereitstellung stabilen Geldes verantwortlich sein sollte. Auch opponierte er, allerdings ohne Erfolg, gegen eine britische Kreditgarantie von 1,5 Millionen Pfund für Kanalbauten, von denen die Regierung eine engere Verbindung der weiträumigen und noch kaum durch Wege erschlossenen Provinzen erwartete.
Baldwin versuchte konsequent den kulturellen Ausgleich vorzuleben, obwohl er kaum Französisch sprach. Seine Kinder gingen folgerichtig in frankophone Schulen in Unterkanada, und er unterstützte den Führer der frankophonen Partei Louis-Hippolyte La Fontaine.
Am 3. September 1841 stellte er eine eigene Resolution auf, die jedoch in der Abstimmung unterlag. Sydenham schien es noch einmal gelungen zu sein, den Widerstand auszumanövrieren. Doch mit seinem Tod am 19. September endete das régime of harmony und es brachen die Dämme.

## Der Aufstieg Hincks', Ministeramt
Trotz Angriffen im Examiner verteidigte Baldwin den ehemaligen Mitstreiter Hincks im Mai 1842 öffentlich. Es gelang ihm, die Tories auf seine Seite zu ziehen.
Der neue Gouverneur Sir Charles Bagot machte Hincks am 9. Juni zum inspector general of public accounts. Doch schon im Juli forderte Attorney General William Henry Draper Absprachen mit der Opposition. Draper war jedoch nicht bereit, seinen Sessel für Baldwin zu räumen, den er für einen Verräter hielt. Bagot musste im September einsehen, dass die Gegenkräfte in der Mehrheit waren, und er musste die Anweisungen aus London ignorieren, indem er Kontakt mit ihnen aufnahm. Am 16. September kamen Baldwin und La Fontaine ins Amt. So kamen zu den sechs bestehenden Ministern fünf Reformer hinzu.
Im Oktober unterlag Baldwin gegen Orange mobs, anglikanische Radikale, in Hastings und in 2nd York. Er nahm einen Sitz in Lower Canada an. Am 30. Januar 1843 kehrte er per Akklamation nach Rimouski in Québec zurück, womit er eine weitere Verbindung zwischen Ober- und Unterkanada bildete.

## Attorney general west
Von September 1842 bis November 1843 war Baldwin attorney general west, doch seine Gegner warfen ihm vor, Ämterpatronage zu betreiben, seine Freunde, zu viele Torys im Amt zu lassen. Zudem pflegte er zu wenig die wichtigen Kontakte. So klagte La Fontaine über seine Unverbindlichkeit und, dass er Briefe nicht beantwortete. 1843 zeigte Baldwin erste Anzeichen von Depressionen.
1848 begann seine zweite Amtszeit als Attorney general. Nun nahm sein Leiden so schwere Formen an, dass er nicht mehr öffentlich auftrat und bei zahlreichen Sitzungen nicht erschien, allein zehnmal in den ersten sechs Wochen des neuen Parlaments. 1850 verließ er von Januar bis März kaum noch das Haus. Er litt unter häufigen Kopfschmerzen, und Provinzsekretär James Leslie erschrak über seine Unordnung. 1850 sprach er von Rücktritt.

## Die Familie, Gouverneur Metcalfe
Zu Hause beging er immer noch Elizas Geburtstag und den Hochzeitstag. Sein Vater starb am 8. Januar 1844. Seinen Kindern war er eher ein Lehrer als ein liebender Vater, seine politischen Aufgaben forderten ihm strenge Selbstkontrolle ab.
Als Bagot im November 1842 erkrankte, waren Baldwin und La Fontaine bis März 1843 die führenden Männer. Doch der neue Gouverneur Sir Charles Theophilus Metcalfe kam mit der Instruktion, die „radikale“ Regierung zu beseitigen. Metcalf war berechtigt, Amnestien für die Rebellen von 1837 auszusprechen, und so fügte er sich dem Druck und begnadigte Louis-Joseph Papineau. Hincks und Baldwin arbeiteten im September 1843 wieder zusammen und stärkten die materielle Grundlage der oberkanadischen Schulen, sorgten darüber hinaus für konfessionell getrennte Schulen. Die Hauptstadt wollte die Regierung von Kingston nach Montreal verlegen.
Metcalfe und Baldwin stritten über den Umgang mit dem Orange Order und seinen Gewaltakten. Sie verbrannten am 8. November Bilder von Baldwin und Hincks vor dem Haus der Baldwins in Toronto. Am 26. November 1843 traten die Oppositionsführer zurück. Bei den Wahlen vom September 1844 verloren Baldwin und Hincks (in Oxford), während die Opposition in Unterkanada die Mehrheit gewann.
Baldwin ließ sich nicht beirren, sondern propagierte weiterhin das responsible government und er verlangte die Kontrolle der kanadischen Angelegenheiten durch Kanadier. Daher gilt er als kanadischer Nationalist. Im März 1846 meinte er: „We want no foreign bayonets here.“ (Wir wollen hier keine ausländischen Bajonette).
Die Regierung der Torys unter Führung von William Henry Draper und Denis-Benjamin Viger änderte einiges, insbesondere nach dem Tod Metcalfes. Ihm folgte als Administrator und Generalgouverneur Charles Murray Cathcart im November 1845 bzw. im April 1846.

## Konzentration auf die Politik
Baldwin wollte sich auf die Politik konzentrieren. Er engagierte 1845 Lawrence Heyden, um das weiträumige Familieneigentum zu verwalten. 1848 zog er sich auch aus der Anwaltsarbeit zurück, die er seinem Partner Adam Wilson überließ.
Ab Januar 1847 verbesserten sich die Aussichten der Reformer durch die Ankunft von Lord Elgin [Bruce], dem neuen Gouverneur. Baldwin setzte durch, dass die Mitgift der Ehefrauen gegen den Zugriff des Ehemanns besser geschützt wurde. Dieser Streit lag auf seiner Linie, denn er verteidigte das individuelle Recht auf Eigentum, auch gegen Korporationen, Minen- und Eisenbahngesellschaften. Dies war keineswegs freundlich gegenüber Frauenrechten gemeint. 1849 entwand im Gegenteil seine Regierung den oberkanadischen Frauen, die die Eigentumsqualifikation besaßen, das Wahlrecht, wenn es auch praktisch nie genutzt worden war.

## Wahlsieg, Great Ministry, Rücktritt
Bei den Wahlen vom 28. Juli 1847 stand jedoch die Universitätsfrage im Vordergrund. Sein Gegner in seinem Torontoer Wahlbezirk war der Herausgeber des British Colonist, Hugh Scobie, dessen Manager William Henry Boulton die Kampagne gegen Baldwin führte. Die „Baldwinites“ errangen im Januar 1848 mit 23 der 42 Sitze in Upper Canada die Mehrheit, ihre Verbündeten in Lower Canada sogar 33 von 42. Im Februar warnte Baldwin den Unerkanadier John Sandfield Macdonald vor zu eiligen Reformen.
Am 3. März erklärte das Parlament mit 54 zu 20 Stimmen, nicht mit der Regierung einverstanden zu sein. Am 4. März trat sie zurück, am 10. wurden die neuen Minister vereidigt, die erste Kabinettssitzung fand am 14. März statt.
Männer, die vielen Reformern als Verräter galten, wie Robert Baldwin Sullivan und René-Édouard Caron, gehörten der Regierung an, die als „Great Ministry“ bekannt wurde. Vier der elf Minister gelangten gar nicht erst in ihr Amt, nur ein einziger, Malcolm Cameron, gehörte zum radikalen Flügel. Er wurde assistant commissioner of public works.
Die Lage für die neue Regierung war vor allem angesichts der wirtschaftlichen Probleme schwierig. Hincks war wieder inspector general, doch die Defizite wuchsen rapide an, trotz gegenteiliger Zusagen. Die Ausgaben stiegen zwischen 1848 und 1851 von 474.000 auf 635.000 Pfund. Doch 1851 erholte sich die Wirtschaft zügig und so ergab sich ein Gewinn von 207.000 Pfund.
Hincks konnte bedeutende Anleger davon überzeugen, dass es sich lohnte, in Eisenbahnprojekte zu investieren. William Hamilton Merritt kam am 15. September 1848 ins Kabinett. Dabei standen sich Freihändler und Protektionisten gegenüber. Die britischen Gesetze ließen Handel innerhalb des britischen Kolonialreichs nur auf britischen Schiffen zu. Beide Richtungen förderten allerdings stark die Gegenseitigkeit (reciprocity) mit den USA, Baldwin und Hincks forderten die Königin auf, die hinderlichen Gesetze aufzuheben, was tatsächlich bis Ende des Jahres geschah. Unterstützt wurde dieser begrenzte inneramerikanische Freihandel in den USA durch Senator John Adams Dix, einen Verwandten Baldwins.
La Fontaine, Sullivan und Hincks verhandelten zwischen 1848 und 1851 in Washington. Baldwin stolperte im Januar 1850 über den Fall Henry John Boulton, dem er angeblich den Posten eines Richters versprochen hatte. Der Toronto Globe attackierte Boulton, der später zu den Clear Grit radicals überging.
Baldwins zweite Amtszeit als attorney general galt der Reform des oberkanadischen Rechtssystems. So entstand 1849 ein Court of Common Pleas und ein Court of Error and Appeal; der Court of Chancery wurde reformiert und vergrößert. Es war jedoch diese Reform, die zu Zwist führte, und die Baldwin 1851 aus der Politik trieb.
Ein weiterer Streitpunkt war die Frage nach dem Umgang mit den Rebellen von 1837. Baldwin verlangte von London eine Amnestie, der die Regierung 1849 zustimmte. Unter diese Amnestie fiel auch John Rolph.
Doch mit dem 1819 aus Kanada vertriebenen Robert Fleming Gourlay kam er zu keiner Einigung, ebenso wenig mit Marshall Spring Bidwell, der eine Führungsrolle verlangte. Größere Berechtigung zu klagen hatte da schon W. L. Mackenzie, dem Baldwin nicht entgegenkam. Die beiden verband bald eine gefährliche Feindschaft.
Die irische Hungerkatastrophe und Revolutionen in Europa verschärften noch die Situation. Die Zuwanderung von mehr als 100.000 Iren im Jahr 1847, die auf der Flucht vor dem Hunger in ihrer Heimat nach Ontario kamen, veränderte die Bevölkerungsstruktur erneut. Bis 1851 lebten in Canada West, wie man inzwischen Oberkanada nannte, über 950.000 Einwohner, womit die Region die Einwohnerzahl von Canada East (Niederkanada) erstmals überflügelte.
Der Übergang von einer agrarischen, vielfach feudalistischen zu einer kapitalistischen Wirtschafts- und Gesellschaftsordnung war für die meisten Kanadier brutal. Die Orange und Green genannten Parteigruppierungen vermengten sich mit den gewalttätigen Protesten von Torontos Torys gegen Mackenzies Rückkehr, rebellierenden Seeleuten in Quebec oder Streckenarbeitern der Eisenbahnen. Die Frankophonen wehrten sich gegen eine Zentralisierung des Schulsystems.
Die Torys fürchteten eine französische Dominanz und richteten ihre politische Macht gegen La Fontaine. Baldwin hielt das Parlament während der Entschädigungsdebatte fest, und man verhandelte die Nacht vom 22. auf den 23. Februar durch. Als Lord Elgin das ausgehandelte Gesetz, die Rebellion Losses Bill, am 25. ratifizierte, wurde Baldwins Haus angegriffen. Er war wohl nicht zu Hause.
Baldwin ließ sich keineswegs einschüchtern. Er nahm Frankokanadier in seine Polizeikräfte auf, musste sie jedoch abziehen, um ein Blutbad zu vermeiden. Im Oktober 1849 beschloss das Kabinett die Verlegung der Hauptstadt von Montreal nach Toronto. Auf die Annexationists, die den Anschluss an die USA forderten, reagierte Baldwin mit großer Härte. Er drängte sie aus allen politischen Ämtern, und den Radikalreformer Peter Perry warnte er in einem offenen Brief, dass er nur die als Freunde betrachte, die zu Großbritannien standen, alle anderen als Gegner.
Mit dem Municipal Corporations Act hatte Baldwins Regierung die lokalen Regierungen mit größerer Kompetenz ausgestattet. Wie die townships, so erhielten die Orte, seien es villages, towns oder cities, die Möglichkeit, sich inkorporieren zu lassen und damit ein Lokalparlament zu wählen. Perry griff Baldwin jedoch an, weil die Finanzaufsicht zwischen Magistraten der Provinz und den county councils geteilt, ein Mindestvermögen für die Wahlberechtigung vorgesehen und weil Schlüsselpositionen von der Provinz besetzt wurden.
Die Universität Toronto in ihrer besonderen Form war Baldwins Schöpfung. Mit der University Bill von 1849 entzog er der Kirche von England ihre Macht in der höheren Bildung. Die Universität sollte weltlich, zentralisiert und von der Regierung kontrolliert sein. Bischof Strachan setzte allerdings ein Anglican college durch, das Trinity College.
Ein weiterer Streitpunkt war die sogenannte clergy reserve. Hier zogen die frankophonen und katholischen Reformer nicht mit, denn sie fürchteten, dass der Enteignung dieser Ländereien, die der Versorgung des Klerus dienten, der Kampf gegen die katholische Kirche folgen würde. Baldwin versuchte einen Kompromiss zu erreichen. Danach sollten die Einnahmen aus der clergy reserve in die Verfügung des kanadischen Parlaments gelegt werden, doch scheiterte er mit diesem Vorhaben.
Gleichzeitig nahmen die Spannungen zwischen Baldwin-Anhängern und Clear grits zu. Malcolm Cameron sollte im Frühjahr 1849 das Schulgesetz, den Common Schools Act von 1841 reformieren. Die Vorlage, die Baldwin nicht gelesen hatte, passierte das Parlament im Mai 1849. Seine demokratischen und dezentralistischen Bestimmungen brachten Egerton Ryerson, den superintendent of schools, dazu, mit seinem Rücktritt zu drohen. Als Baldwin die Vorlage kassierte, trat nun seinerseits am 1. Dezember Cameron zurück. Er stärkte die Unzufriedenheit der Clear Grits, die für eine empfindliche Wahlniederlage von Camerons Nachfolger sorgten.
Baldwin widersetzte sich den Forderungen nach einem gewählten Legislative Council, da er die Loslösung von Großbritannien fürchtete. Für den 3. Juni 1850 sahen Henry John Boulton und Louis-Joseph Papineau aber eine Diskussion über genau diese Verfassungsthematik vor. Aus schwer durchschaubaren Gründen zeigten Konservative wie Henry Sherwood daran Interesse. Baldwin warf ihnen vor, sie seien Republikaner, Anwälte der Unabhängigkeit von einer großzügigen Mutter, die sich seiner Meinung nach nackter Undankbarkeit schuldig machten. Die Boulton–Papineau-Initiative scheiterte, doch nicht ohne dass Baldwin mit Rücktritt gedroht hatte.
Als am 11. Dezember 1850 der populäre William Hamilton Merritt aus dem Kabinett austrat, weil es seine Sparmaßnahmen abgelehnt hatte, fanden die Torys im Globe den medialen Führer einer antikatholischen Kampagne. Als George Brown im April 1851 eine Wahl gegen W. L. Mackenzie verlor, schrieb er dies katholischen Stimmen und fehlender Unterstützung durch Baldwin zu.
Auch der Konflikt mit Hincks um die Eisenbahnfinanzierung schwelte weiter, wenn Baldwin auch im April 1849 seinen Railway Guarantee Act unterstützte. Ihm erschienen die Methoden, mit denen die Toronto, Simcoe und Huron Union Rail-Road an Geld kommen wollten, wie ein Lotteriespiel. Auch konnte er nicht verhindern, dass die Regierung den Municipalities gestatten wollte, Anteile an der Great Western zu erwerben. Hincks ergänzte sogar, dass sie Anteile an allen Eisenbahnbauten erwerben durften. Neben Baldwin stimmten nur sechs Frankokanadier und ein englischer Liberaler aus Unterkanada dagegen.
Hincks griff Baldwins Widerstand und Verzögerung an und behauptete „I could myself complete the administration on a permanent and satisfactory footing in 24 hours.“ Beide drohten mit Rücktritt.
Im Januar 1851 starb Baldwins Mutter. Er verfiel in Niedergeschlagenheit, wurde im Mai und Juni krank. Bei einem Streit um die Gerichte votierten bereits 25 oberkanadische Abgeordnete gegen, nur 8 für die Position Baldwins. Er konnte sich nur noch mit den Stimmen Unterkanadas durchsetzen. Unter Tränen verkündete Baldwin am 30. Juni seinen Rücktritt im Parlament. La Fontaine trat ebenfalls zurück.

## Die letzten Jahre
Hincks brachte nun ein Bündnis von Modernisierern und Grits sowie der französischen Partei unter Augustin-Norbert Morin zusammen (28. Oktober 1851 bis September 1854). John Rolph wurde commissioner of crown lands, dann für Agrarangelegenheiten zuständig, doch er war den Ämtern nicht gewachsen. Es gelang Hincks, die Grits zu diskreditieren und die verbliebenen Anhänger zu integrieren.
Baldwin stellte sich in York North abermals der Wahl. Die Grits nominierten Joseph Hartman, der Mackenzie als Kampagnenführer gewann. Hartman erhielt dreimal so viele Stimmen wie Baldwin.
Trotz allem unterstützte er, fern der Politik, 1854 Hincks Koalition mit Augustin-Norbert Morin, und noch 1856 sah ihn Auditor John Langton als einzige Alternative zu John A. Macdonald. Noch 1858 baten ihn politische Freunde, die Partei zu retten.
Nach seinem Rücktritt verschlechterte sich Baldwins Gesundheitszustand. Dies betraf die Kontrolle der Bewegungen, das Augenlicht, auch neigte er dazu, Wörter zu wiederholen. Er isolierte sich immer mehr.
In einem Brief an La Fontaine vom 21. September 1853 lehnte er eine Reise mit ihm und seiner Frau nach Europa ab. Er war seit Mai krank und war selten zwei Tage hintereinander von dem „rumpelnden Lärm“ in seinem Kopf frei gewesen. Seine Angst vor Reisen war durch den Tod seiner Tante und Schwiegermutter Barbara Sullivan gesteigert worden, die ohne vorherige Anzeichen 1853 verstorben war. Seine Kinder Eliza und John Ross mussten von Belleville nach Toronto umziehen, um ihn zu pflegen. Die älteste Tochter Maria trug dabei die Hauptlast, ihr Vater ließ sie noch nicht einmal heiraten.
Im Gegensatz zu Maria heiratete Eliza den viel älteren Ross in Spadina am 4. Februar 1851. Baldwin mochte ihn und hatte ihn unterstützt. Sein älterer Sohn William Willcocks heiratete 1854 Elizabeth MacDougall, doch sie starb bereits 1855. Ihren Tod bezeichnete Baldwin als seine zweite Witwerschaft. Willcocks heiratete erneut 1856, doch war ihm der berufliche Erfolg versagt. 1864 erhielt er eine Sinekure in der Osgoode Hall. 1866 musste er das von Baldwin geliebte Spadina verkaufen. Es ging an den Unternehmer James Austin. Der jüngere Sohn Robert fuhr ab 1849 zur See, doch infizierte er sich mit Kinderlähmung und musste zu Hause bleiben.
Auf Drängen von George Brown, inzwischen Parteiführer, kandidierte Baldwin für den York divisional seat, doch erkannte er, dass er den Aufgaben nicht mehr gewachsen war, und trat am 12. August 1858 zurück.

## Testament, Tod und Begräbnis
Noch auf dem Sterbebett, Baldwin hatte sich wohl eine Lungenentzündung zugezogen, bedrängte ihn sein Sohn Willcocks, der Lawrence Heyden, dem Verwalter, als Erbschleicher misstraute. Baldwin war einer der reichsten Männer in Oberkanada. Sein letzter Wille wurde am 9. Dezember aufgesetzt. Noch am selben Tag starb er und wurde am 13. Dezember beigesetzt.
Er hatte verfügt, dass Elizas persönlicher Besitz und ihre Briefe mit ihm beigesetzt und dass ihre Särge zusammengekettet werden. Sein Körper sollte folgendermaßen operiert werden: „Let an incision be made into the cavity of the abdomen extending through the two upper thirds of the linea alba.“ Dies sollte wohl analog zum Kaiserschnitt erfolgen, in dessen Folge seine Frau Eliza gestorben war.
Maria ließ alles ausführen, bis auf die Operation. Einen Monat später fand Willcocks in einer Tasche der Kleidung seines Vaters die Bitte „for the love of God, as an act of Christian charity, and by the solemn recollection that they may one day have themselves a dying request to make to others, they will not ... permit my being inclosed in my coffin before the performance of this last solemn injunction.“ Willcocks leistete Gehorsam, und im Januar 1859 betraten Dr. James Henry Richardson, Lawrence Heyden, Baldwins Bruder William Augustus Baldwin und Willcocks das Grab und führten den Schnitt aus.

## Ehrungen
Am 20. Mai 1937 ehrte die kanadische Regierung, vertreten durch den für das Historic Sites and Monuments Board of Canada zuständigen Minister, Baldwin und erklärte ihn zu einer „Person von nationaler historischer Bedeutung“.